# Chaveroche
Chaveroche este o comună în departamentul Corrèze din centrul Franței. În 2009 avea o populație de 206 de locuitori.

## Evoluția populației
| An        | 1975 | 1982 | 1990 | 1999 | 2006 | 2009 |
| --------- | ---- | ---- | ---- | ---- | ---- | ---- |
| Populație | 139  | 140  | 149  | 145  | 192  | 206  |